# Margie of the Underworld
Margie of the Underworld è un cortometraggio muto del 1915 diretto da Wilbert Melville.

## Produzione
Il film fu prodotto dalla Lubin Manufacturing Company.

## Distribuzione
Distribuito dalla General Film Company, il film - un cortometraggio in due bobine - uscì nelle sale USA il 18 novembre 1915.